# Ramea
Ramea es un pueblo canadiense situado en la provincia de Terranova y Labrador.

## Superficie
Ramea tiene una superficie de 1,86 km².

## Demografía
En 2021, tenía 388 habitantes, una densidad poblacional de 208,9 hab./km², y 207 viviendas.